# یوروکوپتر ئی‌سی۲۲۵ سوپر پوما
یوروکوپتر ئی‌سی۲۲۵ سوپر پوما (به انگلیسی: Eurocopter EC225 Super Puma) یک بالگرد ساختِ کارخانهٔ ایرباس هلیکوپترز است. نخستین استفاده‌کنندهٔ این بالگرد سی‌اچ‌سی هلی‌کوپتر بوده‌است. این بالگرد برای نخستین بار در ۲۷ نوامبر ۲۰۰۰ میلادی مورد استفاده قرار گرفت.